# Kuckssee
Kuckssee è un comune del Meclemburgo-Pomerania Anteriore, in Germania.
Appartiene al circondario della Seenplatte del Meclemburgo ed è parte della comunità amministrativa (Amt) di Penzliner Land.
Il comune è stato costituito il 1º gennaio del 2012 accorpando i comuni di Krukow, Lapitz e Puchow.